# La Luisa
La Luisa é uma localidade do partido de Capitán Sarmiento, da Província de Buenos Aires, na Argentina. Possui uma população estimada em 232 habitantes (INDEC 2001).